# エリン・ワッソン
エリン・ワッソン（Erin Wasson、1982年1月20日 - ）は、アメリカ・テキサス州アービング出身の女性ファッションモデルである。スーパーモデルの1人として、世界各地のコレクションで活躍中。
15歳の時に地元テキサス州のコンテストに優勝したことがきっかけで、モデルの道に入る。最近はニューヨークの化粧品会社「メイベリン」社の広告などで活躍している。
2004年11月、世界的なデザイナーであるカール・ラガーフェルドの新作“Karl Lagarfeld for H&M”の広告に起用され、ラガーフェルド本人と一緒に広告写真を撮影した。